# Pogonomyrmex salinus
Pogonomyrmex salinus är en myrart som beskrevs av Jerry Olsen 1934. Pogonomyrmex salinus ingår i släktet Pogonomyrmex och familjen myror. Inga underarter finns listade i Catalogue of Life.

## Bildgalleri

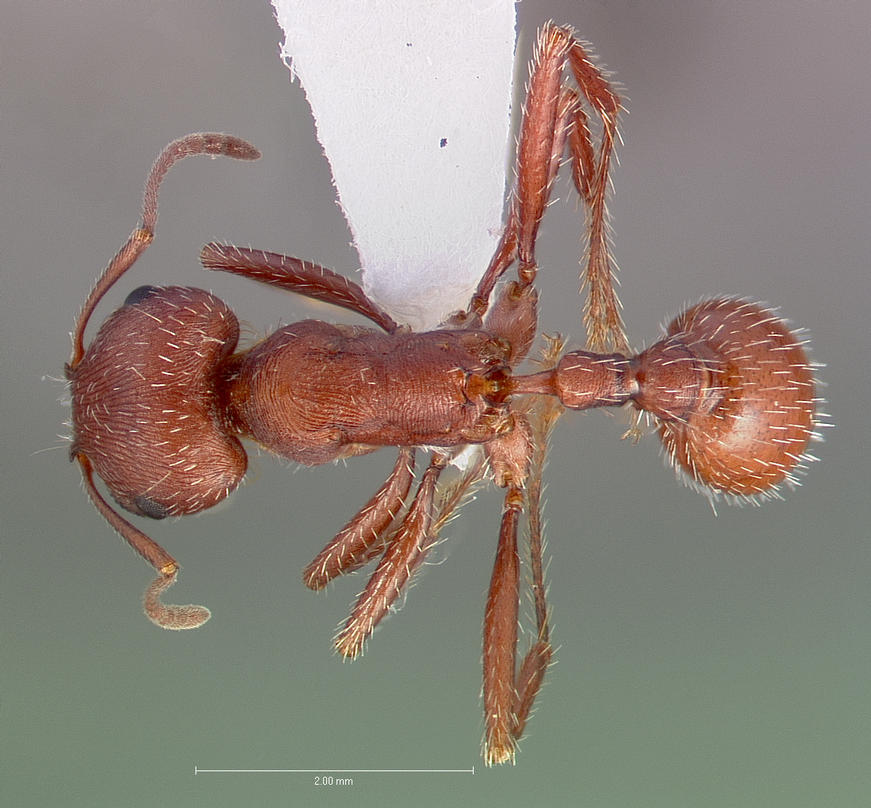
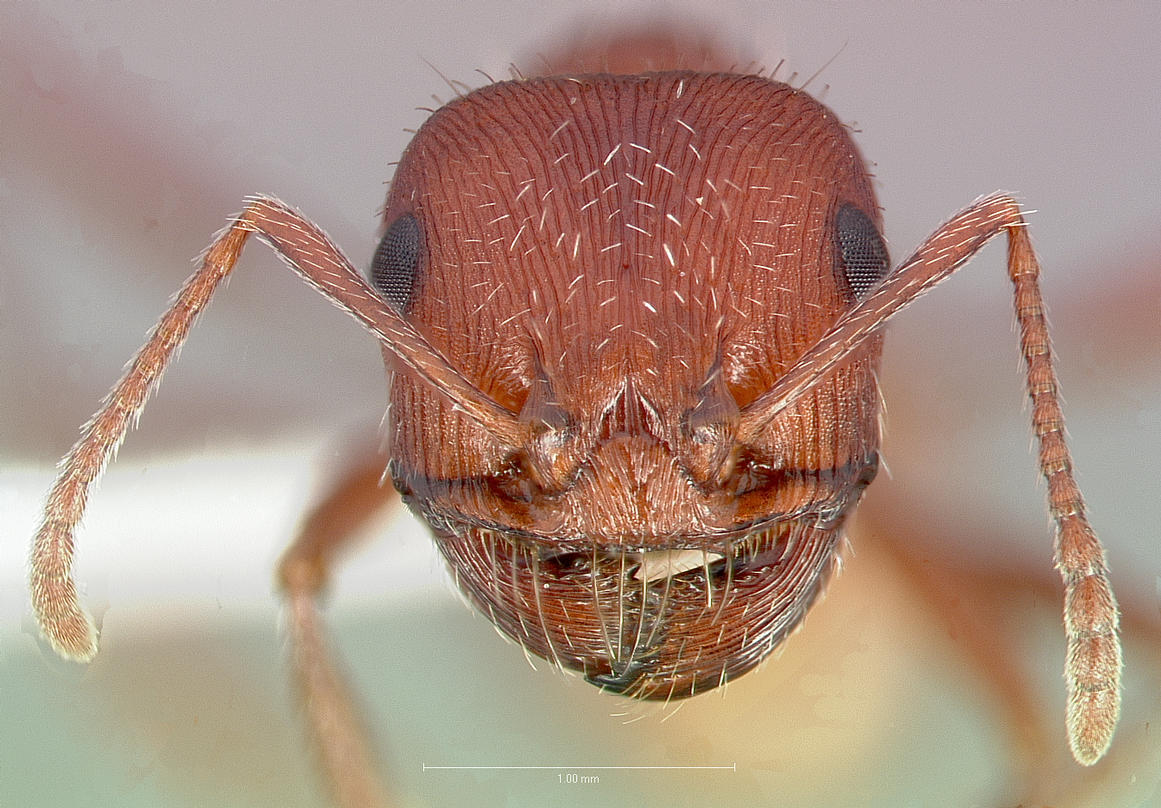
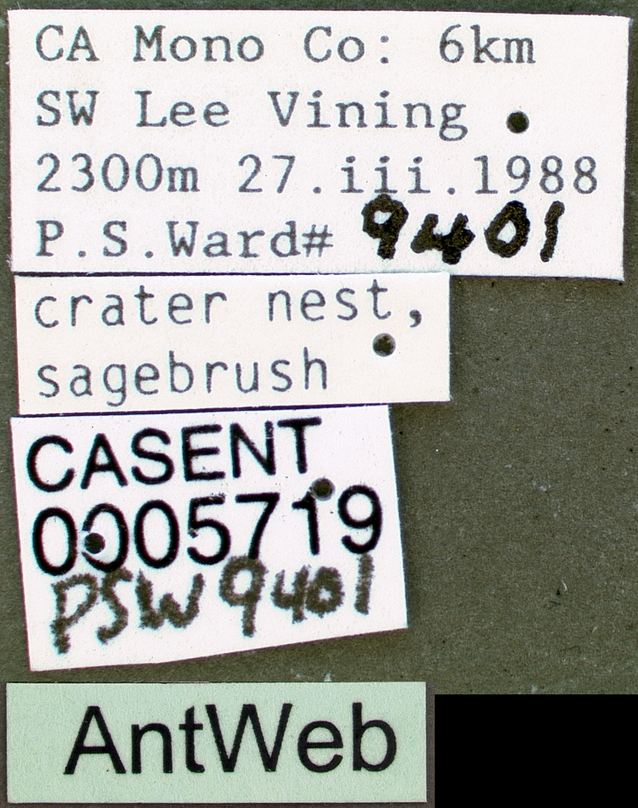
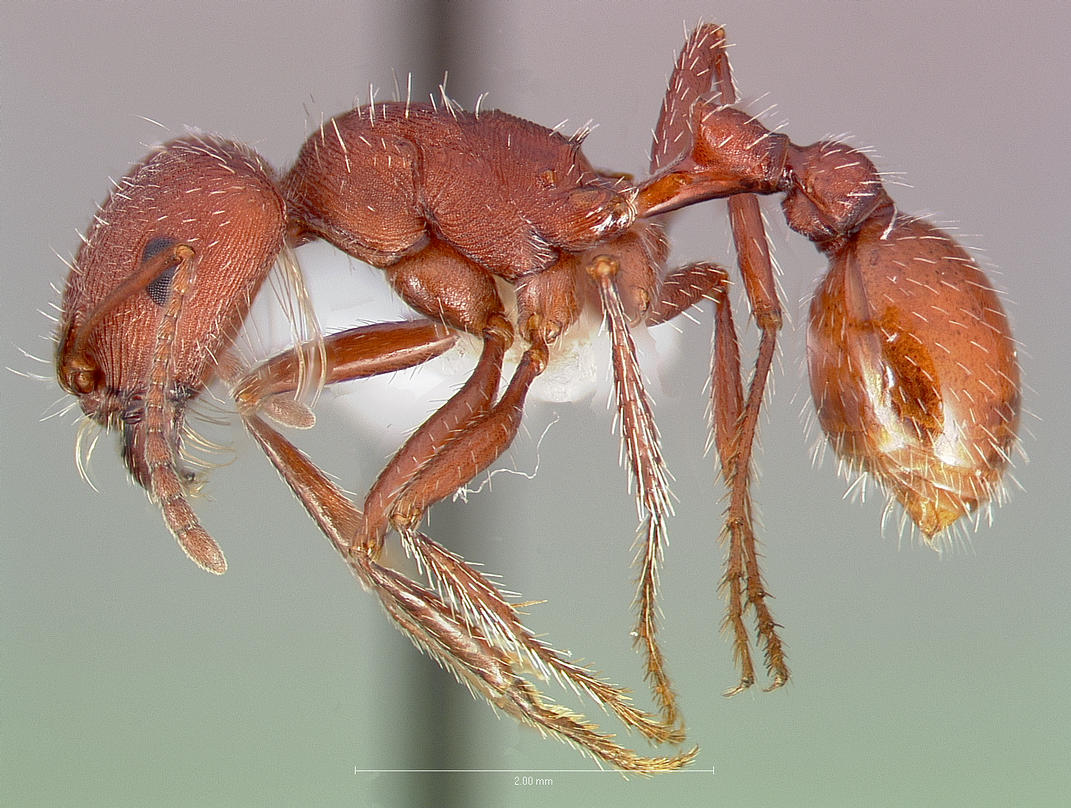